# Kao (isola)
L'isola di Kao è uno stratovulcano situato nella divisione di Ha'apai dell'arcipelago delle Tonga, nell'Oceano Pacifico. Si trova a circa 6 km a nord dell'isola di Tofua, a cui è collegata tramite una dorsale sottomarina, e la massima altitudine è di 1030 m slm, la più alta di tutte le isole Tonga.
Sulla sommità dell'isola si trova un'antenna.

## Geologia
La sommità dell'isola presenta una serie di piccoli crateri vulcanici dai quali, tuttavia, non fuoriescono colate di lava. Non si conosce con esattezza la data dell'ultima eruzione, benché si stimi che sia avvenuta di recente considerando l'assenza di scogliere prominenti. È stata registrata soltanto l'eruzione del 10 luglio 1847, secondo la testimonianza di un missionario la cui nave era temporaneamente ormeggiata a Tofua.

## Trasporti
L'isola si raggiunge via mare approdando sul versante meridionale, dove onde alte possono comunque costituire un pericolo. Sono stimate circa 5 ore di navigazione salpando da Ha'apai, al costo di circa 800 €.
Non sono stati tracciati sentieri permanenti per raggiungere la cima e di solito si percorrono i tracciati attraverso le piantagioni di kava.

## Ambiente
L'isola è disabitata ed è ricoperta da una vera e propria giungla anche sui fianchi esposti al mare, cosparsa da felci alte oltre un metro che ostacolano il passaggio dei turisti. A circa 400 m d'altitudine la giungla lascia il posto a vegetazione più fitta ma più bassa, che ricoprendo gole e burroni impedisce la risalita verso la sommità a meno di non seguire alcuni tracciati che si snodano sul versante meridionale.
Un animale tipico dell'isola è lo storno.

## Tradizione orale
E.W. Gifford, negli anni 1920, prese nota di racconti e leggende delle Tonga e riportò di un mito per la creazione di Tofua e Kaoː
Tre divinità provenienti da Samoa (Tuvuvata, Sisi e Faingaa) cospirarono per rubare Tofua. Ecco che si radunarono e strapparono via l'alta montagna fin nelle sue radici, lasciando al suo posto un grande lago. L'atto fece infuriare gli dei di Tonga e uno di loro, Tafakula, tentò di fermare i ladri. Si mise sull'isola di Luahako e si chinò per mostrare il fondoschiena. Quest'ultimo brillò così intensamente che le divinità se ne andarono spaventate, credendo che il sole stesse per sorgere e che le loro malefatte sarebbero state scoperte. Decisero allora di lasciar cadere l'isola nell'oceano e si nascosero a Samoa. La montagna che ricadde nel mare divenne nota come l'isola di Kao.
Secondo un altro mito locale, quando un'imbarcazione affonda, viene riportata sull'isola dagli squali.